# 安徽医科大学毛主席塑像
安徽医科大学毛主席塑像位于安徽省合肥市蜀山区梅山路81号的安徽医科大学文化广场上:312。
1967年时，安徽医科大学尚称安徽医学院。5月，清华大学竖立起第一座毛主席塑像。安徽医学院受此影响，决定建造塑像。学校与安徽省博物馆、省物资委、省设计院等几十家单位联系。最终，学校在几十种方案中，选定塑像图案，开工建造。12月26日——毛主席生日，毛主席全身塑像正式落成。这是安徽省第一座，也是最后唯一留存的毛主席室外塑像。整体高12.26米，重45吨，坐南朝北。
1968年，安徽医学院从合肥市迁至凤台县。1970年，迁回合肥市。1970年代后期，塑像基座四周的大理石贴面已严重蚀损，塑像下环绕的水磨石地面基本坏损。同时，中国大陆普遍拆除毛主席塑像。安徽医学院联系多个工程队进行拆除工作。有定向爆破、搭脚手架人工拆除等方案。由于塑像建造牢固，不易拆除，无工程队愿意承接。学校找到愿意承接的工程队后，工程队提出1500元的拆除费用，学校无法接受价格，致拆除事宜拖延。最终，再无人提出拆除这座塑像。成为今安徽省高校内唯一保留的毛主席塑像:312—313。
到2010年代，这座毛主席塑像已成为安徽医科大学的梅山路校区地标。学生亦会把约会地点定在塑像附近:313。2011年3月，列为合肥市文物保护单位。2013年4月，合肥市公布市区内第三次全国文物普查85处不可移动文物点，列入其中。